# E. Lilian Todd
Emma Lilian Todd (Washington, DC, 12 de juny de 1865 - Pasadena, 26 de setembre de 1937), originària de Washington, DC, i més tard de la ciutat de Nova York, va ser una inventora autodidacta que va créixer amb amor pels dispositius mecànics. El número del The New York Times del 28 de novembre de 1909 la va identificar com la primera dona del món a dissenyar avions, una dedicació que havia començat almenys el 1906. El 1910, el seu darrer disseny va volar. També fou pionera en la promoció de l'interès popular pel vol en aquells primers anys del segle XX.

## Infància
Todd va néixer a Washington, DC. El cens dels Estats Units de 1870 l'esmenta com a «Lily», que viu amb la seva mare, Mary Todd, i la seva germana Cora a la capital dels Estats Units. El seu pare, però, no apareix esmentat al cens. Al número de novembre de 1909 de Woman's Home Companion, un article autobiogràfic esmenta l'avi (probablement per part de mare), de qui va heretar el talent mecànic i inventiu.

## L'edat adulta
Lilian Todd va rebre l'educació a Washington, DC, i va aprendre a escriure a màquina per guanyar-se la vida. La seva primera feina va ser a l'Oficina de Patents, però va marxar dos anys més tard per treballar a l'oficina del governador de Pennsilvània (afirma en el seu article que es va convertir en la primera dona a rebre un nomenament al departament executiu d'aquest estat). Després va tornar a Nova York per continuar la seva feina amb les patents, va començar a estudiar Dret i es va convertir en membre de la primera classe de Dret de la dona de la Universitat de Nova York (al voltant de 1890), destinada a aquelles dones que volien estudiar dret encara que sabien que no el podrien exercir.

### Interès per la invenció
El 1896, se li va emetre una patent per a una màquina d'escriure (número 553292) que va compartir amb George W. Parker. Més tard, Todd va treballar com a secretària del director general de la Women's National War Relief Association durant la guerra hispanoamericana.
Al voltant de 1903, Lilian Todd va dirigir la seva atenció a les «joguines mecàniques i aeronàutiques». Es va inspirar encara més després de veure aeronaus a Londres i a l'Exposició Universal de Saint Louis de 1904, així com un esbós d'un avió en un diari parisenc de 1906. Més tard, aquell any, Todd va atreure l'atenció nacional quan va exposar el seu primer disseny al Madison Square Garden en un espectacle aerodinàmic. La filantropa Olivia Sage, vídua del financer i polític Russell Sage, va tenir interès en l'obra de Todd i es va convertir en la seva mecenesː li va donar 7.000 dòlars per dissenyar i construir el seu avió. El primer prototip de Lilian Todd es va començar a construir a la tardor de 1908 al taller dels germans Wittemann, de Staten Island.

### L'avió

Vista frontal de E.L. Todd al seu avió

Era una aeronau sense nom, un aparell triplà (encara que sovint s'hagi dit que era biplà), que la premsa descrigué amb detallː
«Tot el marc està construït amb avet seleccionat de gra recte de la més alta qualitat. Els costats superiors del plànol estan coberts amb muselina sense blanquejar de la millor qualitat; els costats inferiors, que són els veritables serveis de sosteniment i suporten el pes de la tensió, estan coberts amb lona de l'exèrcit de set unces, el material més fort conegut que es podria utilitzar per a aquest propòsit, cosida amb puntades fortes, les costures aplicades en tot l'avió...»

Com esmenta a l'article de 1909, Lilian Todd volia pilotar el seu propi avió i va sol·licitar permís al Comissari d'Obres Públiques de Richmond. També va considerar sol·licitar un permís per volar a qualsevol lloc dels Estats Units. Però va ser denegat. No obstant això, el 7 de novembre de 1910, es va fer el vol de prova sobre el camp d'aviació de Garden City, amb Didier Masson als controls, ja que ella no hi estava autoritzada. «Va fer córrer la màquina pel terra, després va sortir a l'aire i va fer una volta a l'extrem més llunyà, tornant al lloc de partida, on va ser rebut amb entusiasme per la senyoreta Todd i la multitud.»

Todd a casa seva, 1907

Adonant-se de la importància de l'aviació, Todd va organitzar el primer Aero Club Junior el 1908 per fomentar l'educació dels futurs aviadors, animant-los a dissenyar, construir i provar els seus propis models. El club es reunia a la residència de Todd a Nova York, on havia convertit la seva sala d'estar en el seu taller, decorada amb models d'avions de disseny propi i altres enginys mecànics.
A Todd també se li va atribuir la invenció i la patent d'un armari amb una taula plegable, un canó que es podia activar amb l'energia solar, un rellotge de sol i un dispositiu d'arpa eòlica que es podia connectar a un arbre.
L'avió va ser donat per Olivia Sage i ella mateixa a la Guàrdia Nacional de Nova York el 1912. Després de la mort de la senyora Sage, Todd es va traslladar a Pasadena, Califòrnia, durant la primera meitat de la dècada de 1920, tal com s'indica als registres de votants de 1924 i posteriors. Es va traslladar a Corona del Mar, Califòrnia, el 1936 i va morir el 26 de setembre de 1937 a l'Hospital Huntington Memorial de Pasadena. El seu cos va ser incinerat i les seves restes van ser enviades a Nova York, on van ser enterrades el 8 de juny de 1938 al cementiri de Moràvia, a Staten Island.